# Bossall
Bossall – wieś w Anglii, w hrabstwie North Yorkshire, w dystrykcie (unitary authority) North Yorkshire. Leży 14 km na północny wschód od miasta York i 285 km na północ od Londynu.